# Charakterbogen

Heldenbogen Das Schwarze Auge 3. Edition

Der Charakterbogen (auch Heldenbrief und Heldenbogen genannt) ist ein wesentliches Element des Pen-&-Paper-Rollenspiels.

## Übersicht
Der Charakterbogen gilt als Bestandteil von Pen & Paper Rollenspielen. Traditionell wird das Pen & Paper Spiel ohne Computerunterstützung gespielt und die Charaktereigenschaften eines Spielercharakters werden auf dem gedruckten Charakterbogen erfasst.

## Elemente
Abhängig vom Rollenspielsystem kann ein Charakterbogen unterschiedliche Elemente enthalten:
- Name und Aussehen eines Rollenspielcharakters
- Lebensgeschichte des Charakters
- Fertigkeiten
- Erlernte Zaubersprüche
- Inventar
- Tierische und menschliche Begleiter
- Gesammelte Erfahrung
- Lebensenergie

Die Eigenschaftswerte eines Rollenspielcharakters im Pen & Paper Rollenspiel sind veränderbar und werden im Charakterbogen traditionell handschriftlich vermerkt. Veränderungen treten etwa ein, wenn der Spielercharakter neue Fertigkeiten erlernt oder verbessert, Erfahrung sammelt oder Schicksalsschläge erleidet (Veränderungen körperlicher Merkmale wie Verstümmelungen, Heirat, Erwerb von Adelstiteln).

## Charakterbogen-Generatoren
Traditionell werden die Basis-Eigenschaften eines Charakters bei der Charaktererstellung mittels Würfel ermittelt und im Charakterbogen eingetragen. Alternativ kann auch eine Charaktergenerator-Software eingesetzt werden, die diese Aufgabe DV-gestützt beschleunigt und ein druckfähiges Dokument erstellt. Eine Annäherung des Pen & Paper Rollenspiels zum Computer-Rollenspiel ist vor allem dann zu erkennen, wenn anstelle eines gedruckten Charakterbogens das Heldendokument gänzlich als Datei geführt wird.